# 露營世界體育場
露营世界体育场（英語：Camping World Stadium）是美國佛羅里達州奥兰多的一座体育场，位于奥兰多市中心的西湖区附近，位處安麗中心和Inter&Co體育場的西邊。它于1936年开幕時为奥兰多体育场（Orlando Stadium），也曾被称为柑橘碗（Tangerine Bowl）和佛罗里达柑橘碗（Florida Citrus Bowl）。体育场由奥兰多市拥有并经营。
露營世界體育場目前是NCAA柑橘碗和Cheez-It碗的舉辦場地。体育场是为美式足球而建造的，过去曾是几支备用联赛足球队的主场。从2011年到2013年，它是USL Pro足球队奥兰多城的主场。从1979年到2006年間為中佛羅里達大學騎士隊的主场。體育場是1994年FIFA世界盃的九个場館之一。该体育场还曾四次主辦過NFL职业碗。